# Austinograea alayseae
Austinograea alayseae is een krabbensoort uit de familie van de Bythograeidae. De wetenschappelijke naam van de soort is voor het eerst geldig gepubliceerd in 1990 door Guinot.